# Ніко Анттола
Ніко Анттола (фін. Niko Anttola; нар. 13 лютого 2003, Торніо, Фінляндія) — фінський лижник, призер чемпіонату світу. 
Срібну медаль світової першості Анттола виборов естафеті 4×10 км на чемпіонаті світу 2023 року, що проходив у словенській Планиці.